# Andarax
Andarax és un riu d'Andalusia. Neix a la zona oriental de Sierra Nevada, al Turó del Morter. El seu curs íntegre transcorre dins de la província d'Almería.
Travessa la Vall de l'Andarax, al sud de Sierra Nevada, en direcció est, i s'uneix al riu Nacimiento, el seu principal afluent, a l'altura del poble de Terque. Després gira cap al sud i discorre pel Desert de Tabernas, on rep les intermitents aigües de la rambla de Tabernas, últim curs d'aigua amb aportacions significatius al riu. Al seu pas pels municipis de Rioja, Pechina, Viator i Benahadux alimenta a nombroses finques de cítrics. Finalment arriba a la seva desembocadura als afores d'Almeria, formant un ample delta, sobre el qual s'assenta una fèrtil vega, avui en procés de desaparició a causa del creixement urbà de la ciutat. En temps històrics posseïa un cabal gairebé permanent, sent navegable fins al municipi de Pechina (Època romana).
En Emirat d'Al-Mariyya, el Andarax era conegut com a wadi Bayyana. Posteriorment també era anomenat riu de Petxina.
Durant la Guerra Civil Espanyola es van construir una sèrie de búnquers per a la defensa de la ciutat a la desembocadura del riu. Després de la contesa, durant anys van ser mantinguts, netejats i pintats.